# Championnats de France d'athlétisme en salle 1973
Navigation
Édition précédente Édition suivante
Les Championnats de France d'athlétisme en salle 1973 ont eu lieu les 17 et 18 février 1973 à Vittel. 

## Palmarès
| Discipline       | Hommes                | Hommes       | Femmes            | Femmes       |
| ---------------- | --------------------- | ------------ | ----------------- | ------------ |
| 60 m             | Alain Sarteur         | 6 s 6        | Sylviane Telliez  | 7 s 1        |
| 400 m            | Francis Kerbiriou     | 48 s 2       | Nicole Duclos     | 55 s 1       |
| 800 m            | Francis Gonzalez      | 1 min 50 s 2 | Colette Besson    | 2 min 11 s 8 |
| 1 500 m          | Jacky Boxberger       | 3 min 45 s 2 | Nicole Charron    | 4 min 41 s 4 |
| 3 000 m          | Gérard Buchheit       | 8 min 10 s 2 | -                 | -            |
| 60 mètres haies  | Guy Drut              | 7 s 5        | Jacqueline André  | 8 s 5        |
| Saut en hauteur  | Jean-Jacques Foucault | 2,11 m       | Monique Horrent   | 1,76 m       |
| Saut à la perche | Serge Lefebvre        | 5,20 m       | -                 | -            |
| Saut en longueur | Jacques Rousseau      | 7,62 m       | Jacqueline Curtet | 5,87 m       |
| Triple saut      | André Rota            | 16,23 m      | -                 | -            |
| Lancer du poids  | Yves Brouzet          | 18,42 m      | Léone Bertimon    | 14,70 m      |